# Hiéroglyphe égyptien M2
La touffe de plantes, en hiéroglyphes égyptiens, est classifiée dans la  section M « Arbres et plantes » de la liste de Gardiner ; cet hiéroglyphe y est noté M2.

## Représentation
Il représente une touffe de plante non définie assemblée de trois tige. Il est translittéré ḥn, s<z ou j.

## Utilisation
C'est un déterminatif du champ lexical des plantes et des fleurs.
| H | Hn · n | i | Hn |

| H | Hn · n | i | Hn |

d'où découle sa fonction tardive en tant que phonogramme bilitère de valeur ḥn.
| i | Z1 | M2 |

| i | Z1 | M2 |

d'où découle sa rare utilisation en écriture cryptée comme idéogramme du terme .j « je, me, moi, mon, ma, mes » remplaçant l'hiéroglyphe A1, 
| z · M2 · Z1 |

| z · M2 · Z1 |

 homme de rang ».
| i | M40 | z · Hn |

| i | M40 | z · Hn |

| i | M40 | s | W | Hn | Z3A |

| i | M40 | s | W | Hn | Z3A |

| i | M40 | s | W | Hn | Z3A |

| i | M40 | s | W | Hn | Z3A |

d'où découle sa fonction tardive en tant que complément phonétique de valeur js.
| M2 | W · t | y · D40 |

| M2 | W · t | y · D40 |

travailleur des champs ».

## Exemples de mots
| D2 · r | r&t | M2 |

| D2 · r | r&t | M2 |

| H | M2 · n | nw | w | W22 |

| H | M2 · n | nw | w | W22 |

| M2 | w | y · pr |

| M2 | w | y · pr |